# GIPL
GIPL (Gas Interconnection Poland–Lithuania) — газопровод между Польшей и Литвой для соединения прибалтийской газовой инфраструктуры с центральноевропейской. Природный газ в трубах способен прокачиваться в обоих направлениях, однако пропускная способность по направлению из Польши в Литву на 25 % больше, чем в противоположном направлении. 
Строительство газопровода началось в Литве в феврале 2020 года, закончилось в октябре 2021 года, поставки по газопроводу начались 1 мая 2022 г. 
Длина газопровода – 522 км. Трубопровод проходит от газокомпрессорной станции (ГКС) Яунюнай на востоке Литвы до станции ГКС Холовчице на востоке Польши.
Проект реализуют операторы ГТС: AB Amber Grid (Литва) и Gaz-System SA (Польша). 
После завершения GIPL Литва вместе с двумя другими странами Балтии и Финляндией будет интегрирована в газотранспортную систему Европейского союза (ЕС). 
Стоимость проекта составила 558 миллионов евро; проект финансируется Gaz-System и Amber Grid.

## История
Хотя идея газового соединения между Польшей и Литвой появилась ещё в 1992 году, более активные подготовительные работы начались в 2008–2009 гг. Польша в то время рассматривала другие соединения с соседними государствами и строительство СПГ-терминала в Свиноуйсьце. В эти годы было проведено первое исследование возможности соединения польских и литовских газовых сетей.
С 2011 по 2013 год были подготовлены  анализ бизнес-плана и технико-экономическое обоснование. 
5 ноября 2014 года часть проекта на территории Литвы была признана проектом государственной важности. 
11 ноября 2014 года Европейская комиссия решила профинансировать проект в размере 306 миллионов евро через фонд Механизм подключения Европы (Connecting Europe Facility). До этого в августе 2014 года Агентство ЕС по сотрудничеству органов регулирования энергетики (Agency for the Cooperation of Energy Regulators, ACER) по просьбе инициаторов проекта приняло решение о трансграничном распределении затрат между Польшей, Литвой, Латвией и Эстонией.
29 августа 2015 г. были завершены процедуры оценки воздействия GIPL на окружающую среду на территории Литвы.
Соглашение о строительстве было подписано 15 октября 2015 г. в Брюсселе.
Сначала планировалось, что маршрут GIPL соединит ГКС Рембельщина, расположенную недалеко от Варшавы, с ГКС Яунюнай (lt:Jauniūnai), но в 2016 году Польша проинформировала Литву о трудностях с необходимым расширением ГКС Рембельщина и предложила альтернативный маршрут GIPL для соединения ГКС Яунюнай с ГКС Холовчице (Hołowczyce), которая находится недалеко от белорусской границы. Изменение предусматривало сокращение маршрута и уменьшение инвестиций в инфраструктуру.
27 сентября 2016 г. были получены все разрешения на часть проекта GIPL на территории Литвы. В мае 2018 года операторы систем транспортировки природного газа Польши, Литвы, Латвии и Эстонии подписали соглашение, в котором подробно описывается процедура реализации решения ACER о трансграничном распределении затрат GIPL.
Договор о соединении был подписан литовской газовой компанией lt:Amber Grid и польской Gaz-System в 2018 г.;
летом того же года Amber Grid объявила о закупке услуг по строительству и прокладке газопровода на территории Литвы — в июне 2019 года было объявлено, что стальные трубы поставит польская компания Izostal.
В июле 2019 года литовская компания Alvora вместе с партнёром Šiaulių dujotiekio statyba на тендере были выбраны подрядчиками для строительства GIPL на территории Литвы: компания Amber Grid в итоге объявила победителем серебряного призёра — фирму Alvora.
Строительство началось в январе 2020 г. 

Строительство было завершено (сварен «золотой шов») в октябре 2021. 
Ввести в строй газопровод предполагалось к 31 декабря 2021.
В феврале 2022 года Amber Grid объявила, что коммерческая эксплуатация трубопровода с ограниченной мощностью начнется 1 мая 2022 года, полная мощность будет доступна с октября 2022 года.

## Технические подробности

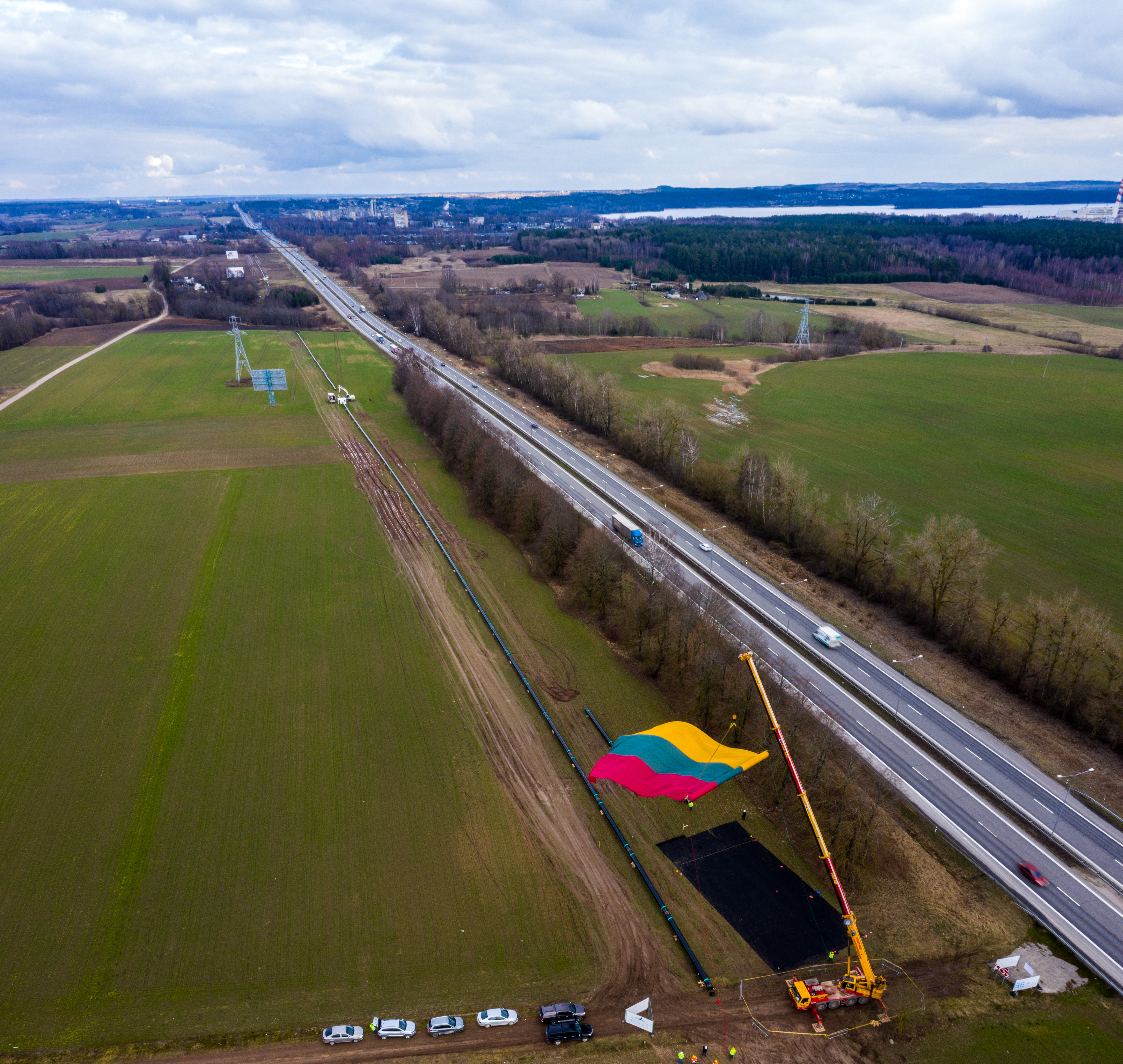
Строительство газопровода в 2020 году.

Планируемая длина GIPL составляла 508 км, реальная 522 км, диаметр труб 700 мм.  Длина трубопровода в Польше предварительно  рассчитывалась в размере 343 км, в Литве – около 165 км.  
Стоимость польского участка составила 422 млн евро, литовского – 136 млн евро.
Планируется, что пропускная мощность межсетевого соединения из Польши в Литву достигнет 27 ТВтч, или 2,4 млрд м3 в год.
Пропускная способность соединения из Литвы в Польшу составит 21 ТВтч, или 1,9 млрд м3 в год. Расчетное давление на территории Польши составит 8,4 МПа, на территории Литвы – 5,4 МПа.
Однако пока неизвестно, у какого поставщика и в какие сроки будет приобретён газ для заполнения нового трубопровода.

## Цена и финансирование
В целом стоимость проекта GIPL составила 558 миллионов евро. Стоимость польского участка составила 422 млн евро, литовского – 136 млн евро.
Проект финансируется польской Gaz-System и литовской lt:Amber Grid, а также софинансируется за счет крупного гранта из фондов ЕС в размере 306 млн евро.  
Часть инвестиций в Польше компенсируется Латвией и Эстонией в соответствии с решением Еврокомиссии: согласно решению Агентства ЕС по сотрудничеству органов регулирования энергетики (ACER), страны Балтии должны покрыть 86 миллионов евро расходов Польши в рамках проекта, из них Литва должна заплатить 55 млн евро[прояснить], Латвия — 29 млн евро, а Эстония — 1,5 млн евро.
По оценке российских экспертов, удельные затраты на 1 км при строительстве в размере 1069 долларов США достаточно низкие и свидетельствуют об отсутствии торговли влиянием или коррупции при реализации проекта.

## Значение
В настоящее время Латвия, Эстония и Финляндия могут получать только трубопроводный газ из России; единственным альтернативным источником поставок газа в регионе является импорт сжиженного природного газа (СПГ) с ПРГУ «Independence», который начал свою деятельность в 2014 году в литовской Клайпеде. 
С вводом GIPL в эксплуатацию страны Балтии и Финляндия будут интегрированы в газотранспортную сеть ЕС и предполагается, что балтийский регион получит доступ к большему количеству альтернативных источников газа с повышенной надежностью поставок и конкуренцией. Также предполагалось, что  мощности GIPL смогут удовлетворить более 40 % годового спроса на природный газ в странах Балтии и Финляндии.
Европейская комиссия признала проект GIPL «проектом общего интереса» (Project  of Common Interest, PCI).
Эксперт Еврокомиссии по вопросам энергетической безопасности Арвидас Секмокас (lt:Arvydas Sekmokas) отметил, что  «газопровод между Литвой и Польшей увеличивает рынок, …что намного улучшит ситуацию. Этот газопровод усиливает энергетическую независимость региона».
По факту, GIPL стал альтернативным вариантом доставки, через клайпедский терминал, СПГ в Польшу; в Литву же из Польши за год работы подали всего 167 млн кубометров, газопровод использовался на 6 % проектной мощности.